# Mojaveørkenen
Mojaveørkenen er et ørkenområde i det sydvestlige USA. Området dækker over 35.000 km² og omfatter betydelige dele af det sydlige Californien, samt dele af Utah, Nevada og Arizona. Mojaveørkenen er opkaldt efter den indianske Mojavestamme. Størstedelen af ørkenen ligger 900 meter over havet. Oprindelig har ørkenen været meget tyndt befolket, men i moderne tid er dele af ørkenen blevet urbaniseret. Den største by Las Vegas, Nevada har 1,9 millioner indbyggere (2006)

## Klima
I Mojaveørkenen regner det mindre end 250 mm nedbør pr. år i gennemsnit. Ørkenen ligger mellem 1000 og 2000 meter over havet. En del af ørkenen er afsat til Mojave National Preserve. Death Valley findes her, som er det lavest beliggende og varmeste sted i Nordamerika. Her kan temperaturen regelmæssig nærme sig 49 °C i slutningen af juli og begyndelsen af august. Zion National Park i Utah ligger i krydsningen mellem Mojave, Great Basin, og Coloradoplateauet.
I Mojave forekommer der ekstremtemperaturer, og der er fire tydelige årstider. Om vinteren går temperaturen ned til -7 °C ved dalbundene, og under -18 °C ved større højder. Storme som kommer ind fra nordvest i Stillehavet kan føre regn og sne med sig til hele området. Men Mojave ligger i regnskyggen af både Sierra Nevada og bjergmassiver inde i ørkenen, som f.eks. Spring Mountains, så der ofte kun kommer skyer og vind ind over området, ikke regn. I lange perioder mellem stormsystemer kan vintertemperaturen komme helt op mod 27 °C.
Forårsvejret påvirkes også af Stillehavsstorme, men det regner sjældnere og mere spredt efter april.